# Harkema
Harkema (en frison : De Harkema) est un village de la commune néerlandaise d'Achtkarspelen, dans la province de Frise.

## Géographie
Le village est situé dans l'est de la Frise, à 8 km au nord de Drachten.

## Histoire
le noyau originel du village se trouvait plus au nord, entre Drogeham et Augustinusga. Devenu un village assez important au XVIIIe siècle, il est alors appelé Harkema-Opeinde. Le centre du village est déplacé à son emplacement actuel au milieu du XIXe siècle.Le 1er janvier 1972, son nom est officiellement modifié en Harkema.

## Démographie
| 1990  | 1996  | 2008  | 2012  | 2018  |
| ----- | ----- | ----- | ----- | ----- |
| 4 215 | 4 291 | 4 228 | 4 203 | 4 265 |

## Personnalités
- Wiebren Veenstra (né en 1966) : coureur cycliste
- Pieter Weening (né en 1981) : coureur cycliste